# Luciano Reis

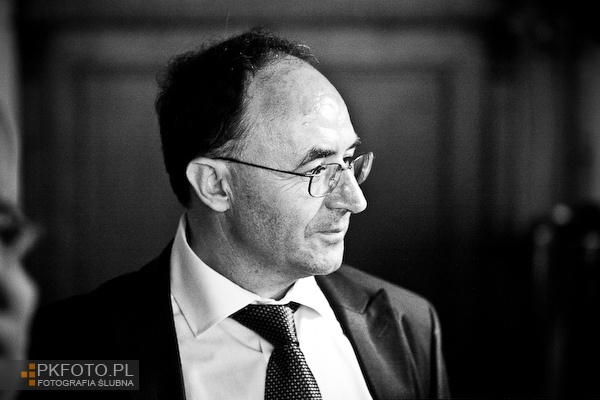
Luciano Reis em 2010

Luciano Reis nasceu em 1954, na localidade de Cabril, concelho de Pampilhosa da Serra, distrito de Coimbra, Portugal.
Há mais de 50 anos que está ligado às mais variadas artes do espectáculo, através de vários focos de intervenção.
Licenciado em Gestão das Artes, possui frequência do Mestrado em Estudos de Teatro, da Faculdade de Letras da Universidade de Lisboa.
É, também, diplomado em Formação de Actores pela Escola Superior de Teatro e Cinema e possui formação no âmbito geral da Animação (Animação Sócio-Educativa, Animação Cultural, Animação Sócio-Cultural, Animação Museológica, e Animação Turística); da Inteligência Emocional, da Organização de Eventos, da Divulgação de Actividades, da Voz e Arte de Dizer, da Escrita Criativa, da Antropologia Cultural e do Jornalismo.
É professor e formador dum alargado leque de Disciplinas e Módulos, principalmente no que toca ao universo do Turismo, do Património Cultural, da Animação, do Teatro, da Produção e Realização de Eventos; Arte, Património e Tradições; Animação e da Inteligência Emocional.
Trabalha regularmente em Projectos Culturais, Educativos e Artísticos. Na área Editorial tem publicado mais de 105 livros, em área tão vastas, como o Teatro, o Turismo, Biografias, Monografias, História do Circo,  Poesia, ou a investigação histórica, entre outras.
Neste momento é o Coordenador da Coleção - Figuras do Fado a editar em 10 Volumes, abarcando: Fadistas, Acompanhantes, Letristas, Compositores, Realizadores, Casas de Fado e Editores e Produtores Discográficos.

## Principais obras
- Roteisintra – Roteiro e Guia do Concelho de Sintra, 1992
- Para uma história do teatro no concelho de Sintra (I – O Teatro Real de Queluz), 2000
- Para uma história do teatro no concelho de Sintra (II – António Augusto de CHABY PINHEIRO), 2001
- Cidade de Queluz (Co-autoria), 2001
- História do Circo, 2001
- História do Circo – Famílias, 2002
- Antologia dos Sentidos, poesia (Co-autoria), 2004
- Teatro Infantil e Juvenil (8 Volumes e 2 CD’s com músicas originais). A colecção é estruturada em 4 temáticas: 2 volumes com os mais variados Textos Dramáticos; 2 volumes alusivos Movimento Expressivo; 2 volumes relacionados com a Montagem de uma Peça de Teatro; e 2 volumes sobre a Tradição como Campo de Actividades, 2004
- História do Circo – Famílias – Modalidades, 2004
- Parque Mayer (4 volumes, em co-autoria) (Nota: Já saiu o 1º, 2º  e 3º Volume), 2004, 2005 e 2006
- Padre Alberto Neto – militante da palavra (Co-autoria), 2004
- Eugénio Salvador – O Homem Espectáculo (Co-autoria), 2004
- Dança Ritual, poesia (Co-autoria), 2004
- Teatros Portugueses, 2005
- Os Grandes Actores Portugueses, 2005
- Divas do Teatro Português, 2005
- Expressão Corporal e Dramática, 2005
- O Teatro: Do Conceito à Montagem Teatral, 2005
- Laura Alves – A Rainha do Palco, 2005
- Fala para que eu te conheça! (como falar em público: segredos, técnicas e exercícios), 2005
- Sintra - A história se fez jardim, 2005
- Vasco Santana – Um Caso Raro de Popularidade, 2005
- Ivone Silva – vida e obra de uma grande actriz,2006
- Maria Dulce – A verdade a que tem direito, 2006
- Chaby Pinheiro – Um Senhor Actor (Co-autoria), 2007
- A invenção do só para uso próprio, 2008
- Pedro Pinheiro – Actor de Mil Palcos, 2008
- Rio de Mouro (Contributo Monográfico) (Co-autoria), 2007
- Maestro Alves Coelho, 2009
- Dialogando… Até um Breve Instante, em co-autoria com Maria Helena Reis, 2009
- Olha para trás… Mas vai em frente, 2009
- V DE VOLTA (Organização e Introdução), 2010
- Leal da Câmara - Retrospetiva (Texto do Catálogo), em co-autoria, 2010
- O grande livro de espetáculo – Personalidades artísticas Séc. XX 1º volume, 2010
- Maestro Fernando Correia Martins – O Homem e o Músico, 2011
- Tragédia de Uma Vida – Romance, 2012
- Vítor de Sousa – Actor com Alma de Poeta, 2012
- Da Solidão à Luz – Romance, 2012
- Manuel Coelho (MR. LAPIN) – Um Mágico das Artes, 2012
- Crimes na Aldeia – Romance, 2012
- Entre Dois Mundos – Procurei, 2012
- Entre Dois Mundos – Voz interior, 2012
- Entre Dois Mundos – Corpo Astral,2012
- Contos Tradicionais Portugueses (Organização e selecção), 2012
- Menina com Olhos do Sol (Contos), 2012
- Voar nas Palavras Espirituais – Textos Esotéricos, 2012
- RIO DE MOURO – Vila com História (co-autoria), 2013
- Entre Dois Mundos – Trabalhar para o Universo, 2012
- João d’Ávila – Do Teatro à Poesia, 2013
- Carlos Jorge Español – Marchando nas Artes do Espectáculo, 2013
- O que é feito das cartas de Amor?, 2013
- Luís Pedro Fonseca – Sempre Que o Amor me Quiser, 2013 [1]
- Nunes Forte – Retrato de um Homem de Rádio, Espectáculo e TV, 2014 [2]
- Café Memórias – Textos de cariz esotérico, 2014 [3]
- Terra dos Sonhos - Contos, 2014
- José Manuel Concha - Ser um Ídolo na Música foi o seu Destino, 2014 [4]
- ENTRE MUNDOS – Nas Palavras da Espiritualidade, 2015
- Ainda no Café Memórias – Textos Esotéricos, 2015 [5]
- Mulher de Sonhos, Anita Guerreiro – Cheira a Lisboa (em parceria), 2015
- Viagens ao Fundo da Alma – Romances, 2015
- UTOPIAS (S) – Coletânea de poesia e texto poético da Lusofonia, 2015
- Templo de Palavras, número 2 – Antologia de poesia e prosa poética contemporânea portuguesa, 2015
- AS GRANDES DIVAS DO SÉCULO XX, 2015
- PARQUE MAYER - NO CORAÇÃO DE LISBOA - História, 2015
- Teatro Ádóque (1974-1982) História Dum Sonho Teatral, 2016
- TOZÉ BRITO - Eu Sou Outro Tu (Biografia), 2017
- A Força da Menina da Aldeia, em parceria com Fátima Rodrigues, 2017
- Mestre das Palavras (Autobiografia), 2018
- Armando Gama - Esta balada que te dou. (Biografia, em parceria com Bárbara Barbosa), 2019
- Grupo de Bombos das Mercês - 20 Anos de História, 2020
- adpsintra - 40 ANOS 1981-2021, 2023 (Co-autor)

### Obras sem Indicação da autoria
- Tu és Pai para mim
- Mãe quando passas a tua mão pela minha cabeça é tudo tão verdade
- O melhor do mundo são as crianças

### Colaboração técnica de várias obras
- Quatro Contos Tradicionais por Ana de Castro Osório, com ilustrações de Leal da Câmara  (Co-autor da Coordenação Técnica)
- Fichas de Trabalho para Quatro Contos Tradicionais Portugueses de Ana de Castro Osório, com ilustrações de Ana de Castro Osório (Co-autor da Coordenação Técnica)
- A Individualidade multiforme de Leal da Câmara, por Augusto de Nascimento (Co-autor da Comissão de Redacção e de Edição)
- Roteiro – Casa-Museu de Leal da Câmara (Co-autor da Colaboração Técnica)
- Poetas Populares de Hoje (Coordenação), Rio de Mouro, Junta Freguesia de Rio de Mouro e Câmara Municipal de Sintra, 2009.

### Como prefaciador
- Gente do Campo, livro da autoria de Fernando Silva, Edição do autor, em 2004.
- De Camões a Pessoa a Viagem Iniciativa, livro da autoria de Ellys, edição da SeteCaminhos, em 2006.
- Karley Aida o Circo, a vida, da autoria de Fátima Freitas, Edição Junta de Freguesia de Carnide, em 2008.
- Amantes da Noite, da autoria de Fernando Lobo, Edição Fonte da Palavra, 2009.
- Nada! ... Ou o tudo no desejo dos sentidos - da autoria de Fernanda Ferreira, edição fonte da palavra, 2010.
- ALCOFRA E NOGUEIRA EM POESIA, da autoria de Lino Lopes, edição do autor, 2011.
- Aromas de Poesia, da autoria de Manuel Coelho, edição Fonte da Palavra, 2012.
- O Segredo das Orações, compilação de Tânia Marques, edição Fonte da Palavra, 2012.
- Sob Um Olhar Felino, de Adelina Barradas de Oliveira, Andreia Sotta, José Jorge Letria, Luís Pessoa, Maria Alberta Menéres, Maria de São Pedro, Pepita Tristão e Tânia Bengs. Edição Fonte da Palavra, 2012.
- O Barulho do Silêncio, de Adelina Soares. Edições Fonte da Palavra, 2013
- Antologia Vida e Obra, Vários Autores. Edições Oz, 2015.
- O Inferno de Um Anjo, de Maria Rosa Marques. Edição Oz, 2015.
- A Porta das Palavras, de Humberto Sotto Mayor. Edições Fénix, 2016.
- Mar de Saudade, de Alcina Viegas. Edições Oz, 2018.

### Apresentação das Obras
- Anda cá, Faz-me tudo o que quiseres, da autoria de Miguel Castro, com edição da SeteCaminhos, 2005.
- Sem Chaves Nem Segredos (2ª edição), da autoria de Adelaide Graça, com edição da SeteCaminhos, 2006.
- Os Filhos da Pátria Saloia, da autoria de Fernando Silva, Edição do Autor, lançada em 2007.
- Amantes da Noite, da autoria de Fernando Lobo, Edição Fonte da Palavra, 2010.
- O Fogo Não Queima a Dúvida, da autoria de Manuel Marques Barreiro, dia 14 de Outubro de 2010, edição Fonte da Palavra. 2010.
- Nada! ... Ou o tudo no desejo dos sentidos da autoria de Fernanda Ferreira, dia 24 de Outubro de 2010; Livraria Leya de Massamá, dias 10 e 19 de Dezembro, edição Fonte da Palavra, 2010.
- Laços de uma Eternidade – Romance Mediúnico Ditado pelo Espírito Soares dos Reis, psicografado por Hodete Milhanas, lançada dia 30 de Outubro de 2010, edição, Fonte da Palavra, 2010.
- Sem orgulho nem preconceito, da autoria de Adelina Velho da Palma, com leituras de alguns textos ela actriz Joana Seixas, dia 27 de Outubro, de 2012, na Livraria Berttand do C.C. Dolce Vita Monumental, Lisboa.
- Um Estado de Alma, da autoria de Fátima Santos, apresentado no dia 10 de Novembro, pelas 16h00, na na Livraria Berttand do C.C. Dolce Vita Monumental, Lisboa.
- Conheci em Anjo, da autoria de Maria João Gomes, apresentado no dia 20 de Novembro de 2012, na Livraria Bertrand do C.C. Dolve Vita Picoas Plaza.
- Fonte das ESCADINHAS, da autoria de Adelina Soares, paresentado na Malveira, no dia 19 de Janeiro de 2013.
- O MONTE DA LUA, da autoria de António Enes Marques, no dia 23 de Fevereiro de 2013, na Bertrand Picoas Plaza, em Lisboa.
- O Livro Sem Letras, texto de Lurdes Breda e ilustraçãoes de Inês Pereira, dia 5 de Abril de 2013, na Escola Secundária Ferreira Dias.
- O BARULHO DO SILÊNCIO, da autoria de Adelina Soares, no dia 6 de Fevereiro de 2013, na Bertrand Picoas Plaza, em Lisboa e dia 20 de Abril de 2013, pelas 16 horas, no Grupo Desportivo de Lousa/Loures.
- DIÁRIO DE SOMBRAS, da autoria de Fernando Correia, no dia 18 de Abril de 2013, pelas 18 horas, no Restaurante “O Madeirense”, no Amoreiras Chopping de Lisboa.
- Por Entre o Caminhar, de Maria Luísa Piteira Barros, dia 31 de Maio, de 2013, pelas 16 horas, na Casa da Baía de Setúbal.
- Até Já, biografia de Natália Torgal, dia 21 de Fevereiro, de 2015, em Lisboa, na Livraria Barata.
- A Voz do Universo - Quarto Volume, de Ellys, dia 16 de Maio de 2015, no Elos Clube de Lisboa.
- A Voz do Universo - Quinto Volume, de Ellys, dia 21 de Maio de 2016, no Elos Clube de Lisboa.
- A Porta das Palavras, de Humberto Sotto Mayor, dia 6 de Junho de 2016, em Lisboa, na Livraria Leitura.
- http://www.portaldofado.net/content/view/4638/379/lang,pt/Mar de Saudade, de Alcina Viegas, dia 17 de Novembro de 2018, em Rio de Mouro/Sintra, na Casa Museu Leal da Câmara.

1. ↑  http://www.wook.pt/ficha/luis-pedro-fonseca/a/id/15423977
2. ↑  http://www.bertrand.pt/ficha/nunes-forte?id=15812176
3. ↑  http://www.bulhosa.pt/livro/grandes-divas-do-seculo-xx-as-luciano-reis/livro/cafe-memorias-luciano-reis/
4. ↑  http://www.bulhosa.pt/livro/jose-manuel-concha-luciano-reis/
5. ↑  http://www.bertrand.pt/ficha/ainda-no-cafe-memorias?id=17023922

https://www.rtp.pt/noticias/cultura/obra-sobre-o-teatro-adoque-de-luciano-reis-apresentada-no-sabado_n911680
https://www.msn.com/pt-pt/noticias/outras/inventaria%C3%A7%C3%A3o-de-figuras-do-fado-vai-dar-origem-a-hist%C3%B3ria-em-dez-volumes/ar-BB15U6td
http://www.portaldofado.net/content/view/4638/379/lang,pt/
https://www.rtp.pt/play/p59/e485524/70x7